# I fucilieri di Sharpe
I fucilieri di Sharpe (Sharpe's Rifles) è un romanzo storico scritto da Bernard Cornwell ed è ambientato durante le guerre napoleoniche. La vicenda narrata si svolge in Galizia nel 1809 durante l'invasione delle truppe napoleoniche.
Il romanzo fa parte della serie Le avventure di Richard Sharpe ed è preceduto da Cacciatore e preda e seguito da Sharpe all'attacco.

## Trama
La storia racconta le imprese del tenente inglese Richard Sharpe nella ritirata da La Coruña. Il battaglione di Sharpe, retroguardia dell'esercito, rimane isolato e circondato dalla cavalleria francese. La loro unica speranza di salvezza è accettare l'aiuto del nobile spagnolo Blas Vivar e del suo gruppo di Cazadores. Questi è inseguito dalla cavalleria francese, comandata dal colonnello de l'Eclin, che vuole impossessarsi di una cassaforte protetta da Vivar, contenente il gonfalone di Santiago. Il maggiore Vivar infatti vuole portarlo a Santiago di Compostela, conquistarla per pochi giorni e attribuire il merito a Santiago, facendo così sembrare l'impresa un miracolo. Spera così di dimostrare al popolo spagnolo che i francesi non sono imbattibili e che "Matamoros" li guiderà verso la vittoria. Per riuscire nell'impresa, Vivar manda Luisa Parker, ragazza inglese separatasi da i suoi zii in precedenza, in una località distante, per sguarnire la guarnigione della città. Sharpe e Vivar guidano i loro contingenti in città e lasciano ai francesi solo un palazzo. Dopo poche ore scatta la trappola di de l'Eclin: l'astuto colonnello aveva mandato solo pochi uomini fuori dalla città, mentre lui e gran parte dei suoi uomini era nascosta nei sotterranei del palazzo. Sharpe scopre il suo piano e mentre combatte con i suoi fucilieri riesce a uccidere de l'Eclin. Pochi giorni dopo la battaglia raggiunge il Portogallo dove si ricongiunge all'esercito inglese.

## Personaggi
- Richard Sharpe, protagonista.
- Patrick Harper, sergente, braccio destro di Sharpe.
- Sir John Moore, comandante delle truppe inglesi.
- Maggiore Blas Vivar, alleato spagnolo di Sharpe e capo dei Cazadores.
- Conte di Mouromorto, alleato francese e fratello di Blas Vivar.
- Louisa Parker, nobildonna inglese. Si sposerà con rito cattolico con Blas Vivar.
- Daniel Hagman, soldato semplice del gruppo di Sharpe, eccellente tiratore.
- Colonnello de l'Eclin, ufficiale francese nemico di Sharpe e Vivar.

## Edizioni
- Bernard Cornwell , Cacciatore e preda, traduzione di Perria Lidia, Longanesi, 1988,  p. 380, ISBN 978-88-7818-957-7.